# Ferdinando Giuseppe Antonelli
Ferdinando Giuseppe Antonelli, O.F.M., italijanski rimskokatoliški duhovnik, škof in kardinal, * 14. julij 1896, Subbiano, † 12. julij 1993.

## Življenjepis
25. julija 1922 je prejel duhovniško posvečenje.
Leta 1965 je bil imenovan za tajnika Kongregacije za sveto bogoslužje in disciplino zakramentov.
19. februarja 1966 je postal naslovni nadškof Idicre in 19. marca istega leta je prejel škofovsko posvečenje.
7. maja 1969 je bil imenovan za tajnika Kongregacije za zadeve svetnikov; ta položaj je zasedal vse do 5. marca 1973, ko je bil povzdignjen v kardinala in imenovan za kardinal-diakona S. Sebastiano al Palatino. 2. februarja 1983 je postal kardinal-duhovnik S. Sebastiano al Palatino.